# Наренси
Наренси, Наренсији или Наренсијци (грч. Ναρηνσιοι) био је назив за илирско племе које је формирано из различитих народа на реци Нарон. Наренси су имали 102 „децурије“.